# Милтон-Кинс (унитарная единица)
Милтон-Кинс (англ. Milton Keynes) — унитарная единица со статусом района (англ. borough) в Англии, в церемониальном графстве Бакингемшир, самая северная территория региона Юго-Восточная Англия. Административный центр — занимающий треть территории унитарной единицы город Милтон-Кинс, в котором проживает 90 % её населения.

## География
Унитарная единица Милтон-Кинс занимает территорию 308 км² и граничит на юго-западе с неметропольным графством Бакингемшир, на северо-западе с церемониальным графством Нортгемптоншир, на востоке с церемониальным графством Бедфордшир.

## История
Район был образован 1 апреля 1974 года за счёт слияния городского района Блечли, городского района Ньюпорт Пэгнелл, городского района Вулвертон, сельского района Ньюпорт Пэгнелл и части сельского района Винг. В новообразованном районе был выстроен новый город Милтон-Кинс.
Милтон-Кинс являлся одним из пяти неметропольных районов графства Бакингемшир. 1 апреля 1997 года он был преобразован в унитарную единицу, не подчиняющуюся совету графства.

## Население
На территории унитарной единицы Милтон-Кинс по данным 2001 года проживает 207 057 человек, при средней плотности населения 671 чел./км².

## Политика
Унитарная единица Милтон-Кинс управляется советом, состоящим из 50 депутатов, избранных в 23 округах. В результате последних выборов 21 место в совете занимают консерваторы.

## Экономика
На территории унитарной единицы Милтон-Кинс расположены штаб-квартиры крупных компании Domino's Pizza UK & IRL, Filtrona, холдинговой компании Home Retail Group, акции которых, входят в базу расчета индекса FTSE 250.

## Спорт
В городе Милтон-Кинс базируется профессиональный футбольный клуб «Милтон-Кинс Донс», выступающий в сезоне 2010/2011 в Первой Футбольной Лиге. «Милтон-Кинс Донс» принимает соперников на стадионе Милтон Кинс Стэдиум (22 тыс. зрителей).